# Крестоцеловальная запись
Крестоцелова́льная запись — документ о принятии присяги, сопровождавшейся целованием креста.
Древнейшая крестоцеловальная запись, датируемая 1474 годом, была дана князем Даниилом Холмским великому князю Ивану Васильевичу.
Примером может служить «крестоцеловальная запись» Василия Шуйского 1606 года — «Целую крест на том, что мне ни над кем не делать ничего дурного без собору». Она включает пункты по охране короны и лояльности подданных и четко закрепляет гарантии охраны прав личности за трон. Законное судебное разбирательство гарантировало охрану всех сословий от произвола, запрещалось преследование родственников виновных, рассмотрение дел основывалось на конкретных уликах.